# Maurizio Mario Moris
Maurizio Valentino Mario Moris (Parigi, 13 ottobre 1860 – Roma, 19 settembre 1944) è stato un militare e politico italiano.

## Biografia
Figlio di un commerciante di sete attivo a Parigi ed inizialmente convinto di proseguire l'attività paterna, sceglie la carriera militare dopo la morte prematura di suo padre e il trasferimento con la madre a Torino, da dove la sua famiglia proviene. Ammesso all'accademia militare di Torino (poi Accademia militare di Modena) il 1º ottobre 1878 è promosso sottotenente durante la scuola di applicazione di artiglieria e genio ed è assegnato al 1º reggimento del genio. Nel 1882, col grado di tenente, torna all'accademia militare come insegnante per essere poi destinato alla direzione straordinaria del genio a La Spezia.
Nel 1887, promosso nel frattempo capitano, ha il suo primo contatto con il nascente Servizio Aeronautico del Regio Esercito nel 3º reggimento del genio di stanza a Firenze, dove comanda la 1ª compagnia della brigata specialisti ed è stata costituita una brigata aeronautica.
Sette anni dopo, di stanza alla caserma Cavour di Roma, gli anni passati nello studio e nelle teorie sul volo umano si concretizzano in un pallone aerostatico costruito con pezze di tela acquistate a sue spese da artigiani del rione romano di Trastevere. Nonostante la contrarietà dei suoi superiori il 14 novembre 1894 effettua il suo primo volo che si conclude circa un'ora dopo nella zona di Guidonia, dove ventidue anni dopo viene aperta una scuola di pilotaggio, primo nucleo dell'attuale Aeroporto di Guidonia.
L'anno successivo, anche grazie alla sperimentazione dei voli e alla possibilità di fissare immagini del territorio dall'alto, al viene incaricato di organizzare un reparto fotografico dell'esercito, del quale viene successivamente posto al comando. L'interesse per il volo lo porta intanto anche al comando della brigata specialisti, in seno alla quale viene costituita una sezione dedicata all'aviazione, con la quale costruisce nella caserma Cavour una galleria del vento e una vasca idrodinamica per gli studi sul comportamento degli aerostati in ogni possibile condizione atmosferica. Più o meno contemporaneamente incarica alcuni sottoposti di costruire a Vigna di Valle un idroplano e un dirigibile (aerostato la cui direzione può essere comandata a piacimento), coi quali inizia ad occuparsi di meteorologia, dando inizio a quello che sarà fino ai giorni nostri il servizio meteorologico dell'Aeronautica Militare.
Il Maggiore Moris fece allestire nel 1904 il primo Cantiere Sperimentale nell'idroscalo di Vigna di Valle che fu il primo in Italia (Aeroporto di Bracciano-Vigna di Valle).
Lo stesso anno un gruppo di appassionati del volo ascensionale, guidati da Maurizio Moris, fondarano a Roma la sezione della S.A.I., Società Aeronautica Italiana, progenitrice dell'Aero Club di Roma. L'associazione sportiva più antica del territorio che diede vita all'Aero Club D'italia.
Grazie a queste esperienze Moris si interessa anche alle prime sperimentazioni del volo aereo. Dopo aver assistito alle dimostrazioni di Léon Delagrange su Roma (1908) presenta al Ministero della guerra la proposta di istituire una scuola militare di volo, bocciata per ragioni di bilancio. Agisce allora da privato cittadino, nella veste di presidente del Club degli aviatori fondato l'anno precedente. Contattato Wilbur Wright stringe un accordo per far venire a Roma i due fratelli e uno degli esemplari del Wright Flyer, allo scopo di addestrare il Tenente di Vascello Mario Calderara ed il Tenente del Regio Esercito Umberto Savoja, i primi due piloti italiani che hanno conseguito il brevetto di volo. Intanto, promosso tenente colonnello, ottiene l'autonomia della brigata specialisti come battaglione del genio, del quale continua a mantenere il comando fino al 1911, quando viene destinato a dirigere l'appena costituito ufficio ispezione dei servizi aeronautici presso la direzione generale artiglieria e genio.
Con la direzione dell'ufficio ottiene la promozione a colonnello e viene incaricato di studiare la possibilità di un primo impiego dei velivoli militari in Libia (guerra italo-turca). A tale scopo promuove la costituzione dell'Ispettorato dei servizi aeronautici, primo organo direttivo del settore al Ministero della guerra, ed ottiene il distacco della sezione aviazione dal battaglione specialisti, costituita come battaglione autonomo di stanza a Torino.
Nel 1915 viene costituita nello stesso ministero la direzione generale aeronautica, cui Moris viene messo a capo allo scopo, tra l'altro, di dotare l'esercito di aeromobili. Un tentativo era stato fatto due anni prima ma la gara era andata a vuoto per l'impreparazione dei costruttori italiani in questo settore. Il secondo tentativo viene invece frustrato dal maggiore Giulio Douhet, che sostiene le ragioni di Giovanni Battista Caproni e del "suo" trimotore Ca.31, che le fonti disponibili considerano uno dei migliori aeromobili militari dell'epoca. Douhet dà il via libera alla costruzione di quaranta esemplari di questo velivolo contro il parere negativo del suo superiore, che viene successivamente fatto oggetto di violente accuse mosse, tra gli altri, anche da Luigi Albertini, direttore del Corriere della Sera. Inoltre il Generale Luigi Cadorna, Capo di Stato Maggiore del Regio Esercito, era profondamente insoddisfatto dei gravi ritardi accumulati dal programma di approvvigionamento dei velivoli militari, esprimendo a chiare lettere forti riserve in merito alla personalità ed alle capacità del colonnello Moris, che venne infine esonerato dall'incarico di Direttore Generale d'Aeronautica il 23 dicembre 1915, sostituito col generale Giovanni Battista Marieni come comandante dell'aviazione e da Douhet alla nuova direzione generale dell'aviazione.
Per Moris, la cui gestione dal punto di vista finanziario sarà riabilitata nel 1923 dalla Commissione parlamentare d'inchiesta sulle spese di guerra, l'allontanamento segna la fine dei suoi progetti di sviluppo dell'aeronautica militare. Essendo nel frattempo l'Italia entrata nella prima guerra mondiale fino al 1918 prende parte alle operazioni belliche in Cadore, sull'altipiano di Asiago e alla battaglia di Caporetto. A capo del Genio della 8ª armata dirige i lavori che consentono alle truppe italiane di superare il Piave per l'offensiva decisiva di fine ottobre. L'operazione gli vale la promozione sul campo a tenente generale, conferita il giorno stesso della vittoria (4 novembre 1918).
Dopo la guerra torna ad occuparsi di aeronautica, stavolta alle dipendenze del sottosegretariato per la marina mercantile e per lo sviluppo dell'aviazione civile, ma lascia ben presto l'incarico per l'impossibilità di ottenere i risultati cui ambisce. Passa da allora in posizione ausiliaria, alle dipendenze della presidenza del consiglio, promosso generale di divisione (gennaio 1923) e generale di corpo d'armata (maggio 1926). Collocato a riposo presiede fino alla scomparsa l'associazione nazionale dei pionieri del volo.
Nel dicembre del 1931, Moris ospitò, in un casale di sua proprietà, al civico 103 di Via Massimi, alla Balduina (Roma), il Mahatma Gandhi, in visita a Roma.

### Fonti
1. ↑  Basilio Di Martino, "Ali sulle Trincee", Ufficio Storico Aeronautica Militare, Roma 1999
2. ↑  Testimonianza dell'evento è il testo dell'epigrafe, apposta sulla muratura di recinzione del casale, dall'Associazione "Amici di Monte Mario", nel 1981, che così recita: NEL CASALE DELLA VILLA || CHE SI ESTENDEVA IN QVEST'AGRO || E AL QVALE - MVTI TESTIMONI || ANCORA OGGI GLI VLIVI - || DI QVI CONDVCEVA || LVNGO VIALE D'INGRESSO || NEL DICEMBRE MCMXXXI || OSPITE DEL GENERALE || MAVRIZIO MORIS || PADRE DELL'AERONAVTICA ITALIANA || DIMORO' || IL MAHATMA GANDHI || IN VISITA A ROMA ||

NEL CINQUANTENARIO, || AUSPICE IL COMUNE DI ROMA, || L'ASSOCIAZIONE || "AMICI DI MONTE MARIO,, || Q. M. P. IL 12 DICEMBRE 1981.
3. ↑  Bollettino Ufficiale 24 maggio 1919, dispensa 33ª, pagina 2281.